# The Japanese in Latin America
The Japanese in Latin America (en español: Los japoneses en América Latina) es un libro que fue publicado por la editorial University of Illinois Press (Q) en el año 2004, que habla sobre los latinoamericanos japoneses. Su autor es Daniel Materson, mientras que Sayaka Funada-Classen colaboró con la investigación relacionada con el idioma japonés. El libro analiza las principales poblaciones japonesas en América Latina y algunos otros grupos de la diáspora japonesa que no son tan conocidos. Asimismo, se examinan en el libro las poblaciones japonesas de Argentina, Bolivia, Brasil, Chile, Colombia, Paraguay, Perú, Uruguay en América del Sur; Cuba (Q) y República Dominicana (Q) en el Caribe; y América Central y México.
La mayor parte del libro se dedica a estudiar la historia de esos grupos, y también contiene información sobre el estado actual de esas comunidades al año 2004. El libro utiliza fuentes primarias, historias orales y fuentes secundarias. Asimismo, Masterson incluyó su propia investigación de archivo y sus propias entrevistas. La mayoría de sus documentos provinieron de los Estados Unidos, mientras que algunos vinieron de México y Perú. El libro utiliza fuentes escritas en inglés, japonés, portugués y español. El libro es parte de una serie de publicaciones editada por Roger Daniels, titulada The Asian American Experience.
Takeyuki Tsuda de la Universidad de California en San Diego en su revisión del libro en 2004, lo describió como «la visión más amplia de la diáspora japonesa en América Latina hasta la fecha». Ayumi Takenaka del Bryn Mawr College, en su revisión escribió que «este libro es el primer intento de cubrir [la cuestión de] la inmigración japonesa a los distintos países de América Latina».
Jeffrey Lesser de la Universidad Emory mencionó que el libro es útil tanto para los estudiosos de América Latina y el Caribe como para aquellos de estudios étnicos de Estados Unidos.

## Descripción
The Japanese in Latin America tiene una narración cronológica, con secciones dedicadas a ciertos períodos de tiempo: en los principios del siglo XX, de la Segunda Guerra Mundial hasta 1949, y de 1950 en adelante. Asimismo, el libro hace uso de una narrativa geográfica, dividiendo el tratamiento de los temas por país. La crítica Stephanie C. Moore de la Universidad de California en San Diego, dijo que el libro «es más bien un estudio histórico que un análisis comparativo», por lo que el libro «es capaz de explorar una amplia gama de temas». Takenaka señaló que el libro es «en gran parte descriptivo» y que tiene «poco análisis de cómo ocurrió y por qué». Moore indicó que debido a «la naturaleza desigual de la literatura sobre la que se apoya», la profundidad de la cobertura de los temas en cada país difiere.
El libro analiza cómo los japoneses emigraron a América Latina y cómo se adaptaron a la vida en su nuevo país; y también relata las vidas de sus descendientes. El libro lleva una cuenta de los nikkei que desde finales de 1980 se mudaron a Japón para tomar trabajos manuales que eran mejor pagados que aquellos que pudieran encontrar en sus países de origen.
Takenaka afirmó que la obra «a lo largo del libro, contiene información más detallada sobre Perú que de cualquier otro país». Lesser indicó que debido a los intereses de investigación del autor, Masterson, «no es sorprendente» que se haya enfocado tanto en Perú. Asimismo, Lesser arguyó que la decisión de centrarse en Perú fue una «elección inteligente», en parte debido a que «el trabajo sobre los japoneses peruanos es mucho más modesto que en Brasil».

## Recepción
Lesser afirmó que el libro tiene «calidad» en «dar un fuerte sentido de la diversidad de las experiencias de los japoneses y los nikkei en toda América Latina», aunque presenta dos «pequeños problemas»: el uso de términos como «patria» en un sentido que podría ser «impreciso» para los especialistas de los estudios de la diáspora e historia étnica, y la posibilidad de que los especialistas en historias nacionales específicas de los países latinoamericanos «hagan objeciones a algunos de los específicos en cada uno de los capítulos», «sin tomar distancia de la calidad».
Takenaka sostuvo que el libro «carece de un enfoque nítido», que debería haber usado más exhaustivamente los datos de campo, y que «el libro habría sido reforzado si se hubiera enfocado en una serie de cuestiones que en el libro fueron abordadas de forma esporádica». Sin embargo, ella dijo que el autor hizo «un buen trabajo en sintetizar la gran cantidad de fuentes multilingües» ya que es «una ardua tarea para analizar sistemáticamente la inmigración a múltiples países», y que el libro «brinda con éxito un panorama general de su temática». Ella escribió que «en particular, la amplia cobertura geográfica e histórica del libro y su extenso uso de las fuentes lo hace una herramienta útil para los investigadores principiantes». Tsuda escribió que el libro es «muy impresionante en su alcance geográfico e histórico, pero en cierta medida sigue careciendo de un análisis y una explicación comparativa más penetrante. Moore señaló que «la lectura es en algunos pasajes algo entrecortada como si Masterson lanzara al lector hacia atrás y hacia adelante en el tiempo y en todo el mundo» y que «Masterson no llega a ninguna nueva conclusión reveladora», el libro «invita a la reflexión tanto al especialista como al generalista», y que la «exhaustividad» del libro «espera fomentar análisis comparativos entre países en el estudio de asiático-americanos que añadan mayor profundidad y variedad a los futuros estudios».